# 李說
李说（740年—800年），字岩甫，唐朝宗室官员，淮安王李神通之子清河郡公、靈州都督李孝節的玄孙，鄭州刺史李瑜的曾孙，太僕卿李暈的孙子，御史中丞、東畿採訪使李遇的儿子。
李说以门荫任官，担任御史中丞，太原少尹。转任汾州刺史。唐德宗时，河东节度使李自良去世，李说署行军司马，充节度留后。王定远乱平之后，拜河东节度使、检校礼部尚书。精于职事，晚年得病，不能任事。其子太子通事捨人李公敏、靈鹽朔方節度使李公度、李公輔、千牛備身李公佐、李公宥。

## 延伸阅读
[在维基数据编辑]
 《舊唐書·卷146》，出自刘昫《舊唐書》